# Colin Sieders
Colin Sieders (nascido em 31 de janeiro de 1982) é um paracanoísta australiano. Representou seu país nos Jogos Paralímpicos de Verão de 2016 no Rio de Janeiro, onde competiu na categoria KL1, da canoagem velocidade. É ex-piloto de corrida e disputou a Fujitsu V8 Supercar Development Series onde, em 2004, conquistou a pole position em Sandown Park Racecourse e estabeleceu o recorde de corrida sobre as ruas de Adelaide.